# Eisenwarenhandlung L. J. Ettlinger
Die Eisenwarenhandlung L. J. Ettlinger war  eines der bekanntesten jüdischen Geschäfte in der Karlsruher Innenstadt und gehörte zu den ältesten Unternehmen in Karlsruhe. 

## Geschichte
Der Betrieb wurde 1832 von Lazarus Joseph Ettlinger, dem jüngeren Bruder des Obergerichtsadvokaten Veit Ettlinger begründet. Nach dem Tode von L. J. Ettlinger im Jahre 1867 übernahmen dessen Söhne Leopold und Theodor den Betrieb, von denen vor allem Leopold für den weiteren Aufstieg verantwortlich war.
Die Eisenwarenhandlung L. J. Ettlinger war in der Kronenstraße 24 in Karlsruher Innenstadt ansässig, zudem hatte das Unternehmen einen Standort im Karlsruher Rheinhafen in der Hochbahnstraße 1.
Nach dem Tod von Leopold Ettlinger im Jahre 1912 übernahmen dessen Tochter Antonie Elsas (1876–1939) mit deren Mann Martin Elsas das Unternehmen. Weiterer Teilhaber war der Sohn von Leopold Ettlingers Schwester Antonie Neumann (1838–1927), Leopold Neumann. Die Nachfahren von Therese und Leopold Ettlinger gründeten im Jahre 1916 die überkonfessionelle Stiftung für Jugendvorsorge bzw. für Ferienkolonien, die mit einem Kapital von 20.000 Mark ausgestattet worden war.
Am 1. Juni 1938 wurde in der Parteizeitung "Der Führer" verkündet: Mit dem heutigen Tag wird das Eisenhandelsunternehmen jüdischem Einfluß entzogen. Dieser Eigentumsübergang im Rahmen der sogenannten "Arisierungen" wurde nach außen als freiwillig dargestellt, obwohl auf die Eigentümer erheblicher Druck ausgeübt worden war, ihr Unternehmen zu verkaufen. Ursprünglich hatten die Eigentümer einen Kaufpreis von 400.000 RM vorgeschlagen, verkauft wurde es dann für 100.000 RM an die Montangesellschaft Saar m. b. H., die sogleich verlauten ließ: dass sie bestrebt sei, diesen übernommenen Betrieb in nationalsozialistischem Geiste weiter zu führen und wieder zu seiner alten Bedeutung zu bringen. Über die Montangesellschaft Saar in Mannheim  ist das Unternehmen an das Haus der Gebrüder Stumm in Neunkirchen übergegangen.